# 特韋雷格特倫山
73°24′S 3°33′W / 73.400°S 3.550°W
特韋雷格特倫山是南極洲的山峰，位於毛德皇后地的瑪塔公主海岸，處於基爾萬海崖，挪威製圖師根據探險隊的測量和空中照片繪入地圖。